# Юзеф Локетек
Юзеф Локетек (пол. Józef Łokietek; 15 лютого 1890, Томашів-Мазовецький — 1941), він же Юдель Дан Локець — польський революціонер-соціаліст єврейського походження, бойовик ПСП, видний діяч ПСП-Колишньої революційної фракції. Учасник революції 1905—1907 років та польсько-радянської війни. Активний прихильник Юзефа Пілсудського та Раймунда Яворовського. Комендант партійної Робітничої міліції. Був знаний також як кримінальний авторитет. У вересні 1939 року брав участь в обороні Варшави від німецьких військ, при нацистській окупації — у підпільному Опорі. Був заарештований і загинув у гестапо.

## «Доктор»-соціаліст
Народився у сім'ї небагатого єврейського комерсанта-швейника Хаїма Локеця, колишнього коваля з Томашова-Мазовецького. По народженню отримав ім'я Юдель Дан. Навчався в юдейській релігійній школі. Подібно трьом своїм братам, рано перейнявся лівими ідеями. Відрізнявся авантюрним характером і схильністю до фізичних зіткнень.
У 15 років допоміг втекти від переслідування двом бойовикам ПСП, які увірвалися до хедеру. Пішов разом з ними у Лодзь (у рідному місті була поширена чутка про загибель Юделя Дана). Вступив до бойової організації польських соціалістів. Відмовився від юдаїзму, прийняв польське ім'я Юзеф Локетек.
З конспіративних міркувань у 1906 році Юзеф Локетек перебрався до Швейцарії. Виконував роль зв'язкового між закордонними та польськими організаціями ПСП. Перебував у Стрілецькому союзі, носив партійний псевдонім Лікар.
Вивчав хімію та фармацевтику, став асистентом кафедри хімії у Женевському університеті. Одружився з дочкою професора Августа Бертьє, отримав громадянство Швейцарії.

## Комендант партійної міліції
Після проголошення незалежності Польщі у 1918 році Локетек повернувся на батьківщину. Вступив на службу до Міністерства закордонних справ. Мав офіцерське звання. У 1920 році брав участь у польсько-радянській війні. Відігравав значну роль у Робітничому комітеті оборони Варшави, виявив великі організаторські здібності. У 1921 році організовував допомогу антинімецькому повстанню поляків у Сілезії.
Після демобілізації працював фармацевтом. Одночасно був одним із керівників Варшавського комітету ПСП. Займався партійними силовими структурами. З 1921 року Локетек — комендант Робітничої міліції ПСП. Комплектувалася міліція з кримінальної та навколокримінальної молоді, перевага надавалася хлопцям авантюрного характеру, бажано соціалістичних, патріотичних й антикомуністичних переконань.
Локетек був відданим прихильником Юзефа Пілсудського, вірним соратником Раймунда Яворовського, переконаним антикомуністом і непримиренним ворогом правих консерваторів. Його бойовики провели низку успішних силових акцій проти комуністів й ендеків. 11 грудня 1922 року вони відбили кількох членів ПСП, захоплених ендеками у заручники. Щороку у першотравневе свято Робітнича міліція чинила напади на комуністів за особистої участі коменданта.
У 1926 році Локетек активно підтримав Травневий переворот Пілсудського. Загони Робітничої міліції відіграли помітну роль у взятті столиці пілсудчиками. 1 травня 1928 року міліція Локетека атакувала комуністичну демонстрацію, застосувавши вогнепальну зброю.
Водночас супротивники Локетека звинувачували його не лише у політичному насильстві, а й в аморальному способі життя, схильності до п'яного розгулу. Звичайним місцем «оргій» був знаменитий варшавський бар «U Grubego Joska». В оточенні Локетека були введені церемоніальні ритуали вірності: при його вході в приміщення всі мали вставати та співати гімн Першої бригади Польських легіонів (невиконання призводило до фізичних покарань).

## Партійний і профспілковий ватажок
У 1928 році, після розколу ПСП на прихильників і противників Пілсудського, Локетек рішуче підтримав перших. Він одним із перших вступив у створену соціалістами-пілсудчиками ПСП — колишню революційну фракцію Яворовського. Входив до складу партійного керівництва. У листопаді 1928 року з'їзд партії затвердив Локетека на посаді головного коменданта партійної міліції. Наступного року Локетек очолив профспілку працівників річкового транспорту у структурі Центрального об'єднання класових профспілок.
При цьому Локетек зберігав добрі стосунки з колом найближчих соратників Пілсудського та поза партією Яворовського. 13 вересня 1929 року брав участь у заснуванні організації ветеранів Бойової організації ПСП. Входив у керівництво ветеранської групи, поряд з Александрою Пілсудською, Валерієм Славеком, Александером Пристором.

## Гангстер «Рабин»
На чолі профспілки речників Локетек організував структуру мафіозного типу. Робітнича міліція активно використовувалася у конкуренції та розв'язанні питань з роботодавцями, встановлювала розцінки на ринку праці. Локетек підтримував тісний діловий зв'язок з найбільшим кримінальним авторитетом Варшави Лукашем Сементковським на прізвисько Tata Tasiemka — також членом партії Яворовського, колишнім розвідником Першої бригади, який служив в одному підрозділі з дружиною Раймунда Яворовського Констанцією. ОЗУ Сементковського спільно з Робітничою міліцією Локетека встановила контроль над найбільшим ринком Варшави — Керцеляком. Частина рекетирських доходів надходила до розпорядження партії.
15 травня 1930 року Локетека заарештували за підозрою в замаху на вбивство, але звільнено через брак доказів. У 1932 році його притягнуто до суду за побиття носіїв, які конкурували з членами профспілки. 2 грудня 1932 року засуджено до року в'язниці, відбував разом із Сементковським. За шість місяців вийшов за амністією. У кримінальному середовищі Юзеф Локетек був знаний під прізвиськом Рабин і Ребе.
Діяльність Локетека була докладно описана у кількох номерах журналу «Głos Stolic». Цикл статей у вересні-грудні 1932 року називався «Безкарні бандити столиці. Повість про варшавські жахіття та злочини»

## Арешт і загибель
У вересні 1939 року Юзеф Локетек брав участь в обороні Варшави від німецьких військ. Після окупації скористався статусом громадянина Швейцарії та відкрив вуличне кафе (ліцензія була отримана на ім'я дружини). При цьому Локетек підтримував таємний зв'язок із підпіллям, брав участь у порятунку євреїв.
Восени 1940 року гестапо заарештувало Локетека. За шість тижнів йому вдалося звільнитися, але навесні 1941 року його знову помітили у зв'язках з підпіллям, вдруге заарештовано та ув'язнено у Пав'яку. Знову був випущений, але наприкінці 1941 року заарештований втретє, викритий як підпільник і підданий жорстоким тортурам (у записці, переданій на волю, Локетек просив передати йому отруту).
Після серії допитів Юзеф Локетек загинув у гестапо. Обставини його смерті залишилися невідомими, як і місце поховання.

## Сім'я та особистість
Локетек був двічі одружений. З дочкою Августа Бертьє довелося розлучитися — вона не витримала умов життя й особливостей характеру чоловіка. Друга дружина Елена була активною партійною соратницею, займалася організаційною бухгалтерією. У шлюбі подружжя мало сина — позашлюбну дитину Юзефа, усиновленої Еленою.
Брати Юделя Дана Локеця — Мотель, Херш й Іцик — були активістами профспілки текстильників. Мотель Локець — був репресований нацистами як того, хто співчуває комуністам.
За зовнішнім іміджем і складом характеру Юзеф Локетек описується як людина високого зросту, масивна, бритоголова, небагатослівна, спокійна і стримана — але при цьому жорстока, небезпечна, нещадна і до того ж алкозалежна. Наводив страх на оточення, особливо у стані сп'яніння, коли втрачав будь-який самоконтроль, аж до безпричинної стрілянини по люстрах у будинках терпимості. Постійно практикував рукоприкладство, навіть щодо Елени. Суворо стежив за дотриманням соратниками ритуалів вірності собі. Захопленням Юзефа Локетека було розведення свійських птахів.